# Революционна комунистическа лига
Революционната комунистическа лига (на френски: Ligue communiste révolutionnaire) е крайнолява троцкистка политическа партия във Франция, основана през 1974. Тя е местен клон на Четвъртия интернационал. През 2009 година се слива с няколко по-малки крайнолеви групи в Нова антикапиталистическа партия.

## Дейност
LCR взима активно участие в социалните движения, в синдикални организации, в различни асоциации на работническото движение, в анти-глобалистки движения и в редица други дейности считани за класова борба: (защита на желаещи да останат във Франция, но нямат легално разрешение, пасифистки, анти-военни движения и др.)

## Идеи
LCR се бори за работническа демокрация, власт на работниците посредством социалистическа революция и премахването на капитализма. Подкрепя активно и участва във всички социални движения против либерализма и настоява за план за социално спасение с мерки като покачване на SMIC (обезщетение за безработни във Франция) от 1500 € на месец, забрана за уволнение, отхвърляне на договор при първо назначение, изгоден за работодателя и доста неизгоден за младия трудещ се, които постъпва за първи път на работа. Идеите са доста близки с тези на Троцки за програма на прехода от едноименното му произведението. Воюва и за разрешаване на проблемите поставени от екологията, трайното развитие и феминизма. Нейните членове участват и в различни синдикати.
На първия тур на президентските изборит през 2007 във Франция с кандидатурата на Оливие Безансно LCR печели най-много гласове след по-малките партии, дори и тези на еколозите: 4,24 % (1 210 505 гласа). Това е най-големият успех за LCR от 1969.

## История

### След Май 1968
След събитията от май 1968, виждайки голяма необходимост и бъдеще за революционните идеи провежда политика, наречена победоносна, с призив към нестихваща мобилизация на работниците. В президентската кампания от 1969 Ален Кривин призовава своите избиратели да се организират в червен комитет. Този политика в сравнение със спонтанните движения на маоистите, които призовават към гражданска война може да бъде окачествена като умерена. Комунистическата Борба е била твърде популярна сред учещата и работещата младеж. В Италия тя стига до крайности и така наречените Оловни години. LCR не стига до такива крайности поради редица причини, между които:
- тя е наследник на лявата троцкистка опозиция срещу сталинизма;
- нейните членове участват и в различни синдикати;
- работи заедно с Френската комунистическа партия и добре познава средите на работническата класа;
- LCR, за разлика от другите партии привърженици на комунистическата борба, не смятат, че социалистическите партии са буржоазни партии.